# 丸亀市立南中学校
丸亀市立南中学校（まるがめしりつ みなみちゅうがっこう）は、香川県丸亀市郡家町にある公立中学校。

## 沿革
- 1983年（昭和58年）4月1日 - 丸亀市立南中学校開校

## 主な学校行事
- 入学式(4月上旬)
- 修学旅行(5月上旬)
- 運動会(6月上旬)
- 生徒会役員改選(6月下旬)
- 部活動壮行会(6月下旬)
- 南風祭(9月下旬)
- 生徒会役員引き継ぎ式(10月上旬)
- 校外学習(11月上旬)
- 集団宿泊学習(時期不定期)
- 卒業式(3月中旬)

## 通学区域が隣接している学校
- 丸亀市立綾歌中学校
- 丸亀市立飯山中学校
- 丸亀市立東中学校
- 丸亀市立西中学校
- 善通寺市立東中学校
- まんのう町立満濃中学校